# Deinopis cylindracea
Deinopis cylindracea là một loài nhện trong họ Deinopidae.
Loài này thuộc chi Deinopis. Deinopis cylindracea được miêu tả năm 1846 bởi Carl Ludwig Koch.